# Blepharoneuron
Blepharoneuron är ett släkte av gräs. Blepharoneuron ingår i familjen gräs.
Kladogram enligt Catalogue of Life:
| Blepharoneuron | \| \| Blepharoneuron shepherdii \| \| \| \| \| \| Blepharoneuron tricholepis \| \| \| \| |
|                | \| \| Blepharoneuron shepherdii \| \| \| \| \| \| Blepharoneuron tricholepis \| \| \| \| |
|                | Blepharoneuron shepherdii                                                                |
|                |                                                                                          |
|                | Blepharoneuron tricholepis                                                               |
|                |                                                                                          |